# Ротбав
Ротбав (рум. Rotbav) — село у повіті Брашов в Румунії. Входить до складу комуни Фелдіоара.
Село розташоване на відстані 161 км на північ від Бухареста, 20 км на північ від Брашова.

## Населення
За даними перепису населення 2002 року у селі проживали 979 осіб.
Національний склад населення села:
| Національність | Кількість осіб | Відсоток |
| -------------- | -------------- | -------- |
| румуни         | 828            | 84,6%    |
| угорці         | 86             | 8,8%     |
| цигани         | 57             | 5,8%     |
| німці          | 7              | 0,7%     |

Рідною мовою назвали:
| Мова      | Кількість осіб | Відсоток |
| --------- | -------------- | -------- |
| румунська | 845            | 86,3%    |
| угорська  | 110            | 11,2%    |
| циганська | 18             | 1,8%     |
| німецька  | 6              | 0,6%     |